# Ellen Roosevelt
Ellen Crosby Roosevelt (ur. 20 sierpnia 1868, zm. 26 września 1954 w Hyde Park, Nowy Jork) – tenisistka amerykańska, zwyciężczyni mistrzostw USA w grze pojedynczej, podwójnej i mieszanej.
Była blisko spokrewniona z przyszłym prezydentem USA Franklinem Delano Rooseveltem. Razem z siostrą Grace trenowała pod kierunkiem ojca Johna. Jak wspominała jedna z jej rywalek Ellen Hansell, ojciec i trener nieraz zmuszał córki do treningów, dbał o dietę i sportowy tryb życia. Odróżniało to siostry od innych tenisistek, traktujących sport mniej poważnie.
Ellen Roosevelt wygrała mistrzostwa USA w grze pojedynczej w 1890, pokonując w finale turnieju pretendentek starszą siostrę, a następnie we właściwym finale (challenge round) obrończynię tytułu Berthę Townsend. Siostry wygrały ponadto grę podwójną, w finale z Townsend i Margarette Ballard 6:1, 6:2. Ellen i Grace Roosevelt były pierwszą parą sióstr, triumfującą w grze podwójnej. Kilka lat później zwycięstwo odniosły Juliette i Kathleen Atkinson.
Obrona tytułu w 1891 nie powiodła się Ellen Roosevelt, która przegrała challenge round do Irlandki Mabel Cahill (wcześniej Cahill pokonała również w rywalizacji pretendentek Grace Roosevelt). Finał mistrzostw USA 1891 był pierwszym rozgrywanym w rywalizacji kobiet w formule „best of five” (do trzech wygranych setów) i Cahill triumfowała po czterosetowym meczu. Siostry Roosevelt były bliskie obrony tytułu deblowego, ale ostatecznie uległy Cahill i Emmie Leavitt Morgan 6:2, 6:8, 4:6.
W 1893 Ellen Roosevelt została mistrzynią USA w grze mieszanej, partnerując Clarence Hobartowi. Była zawodniczką praworęczną. W 1975 została wpisana do Międzynarodowej Tenisowej Galerii Sławy.
Osiągnięcia w mistrzostwach USA:
- gra pojedyncza – wygrana 1890, finał 1891
- gra podwójna – wygrana 1890, finał 1891 (oba z Grace Roosevelt)
- gra mieszana – wygrana 1893 (z Clarence Hobartem)

Finały singlowe w mistrzostwach USA:
- 1890 – 6:2, 6:2 z Berthą Townsend
- 1891 – 4:6, 1:6, 6:4, 3:6 z Mabel Cahill